# دماغه اوکتیابرسکی
دماغه اوکتیابرسکی (انگلیسی: Cape October) یک دماغه در سرزمین کراسنویارسک کشور روسیه است.